# قزل-اردو (شهرستان قره‌سو)
قزل-اردو (به لاتین: Kyzyl-Ordo) یک منطقهٔ مسکونی در قرقیزستان است که در شهرستان قره‌سو (قرقیزستان) واقع شده‌است. قزل-اردو ۱٬۲۵۸ نفر جمعیت دارد و ۱٬۳۱۱ متر بالاتر از سطح دریا واقع شده‌است.